# Pentti Laaksonen
Pentti Arvi Laaksonen (Helsinki, 13 gennaio 1929 – Montebello, 29 aprile 2005) è stato un cestista finlandese.

## Carriera
Con la Finlandia ha disputato i Giochi olimpici di Helsinki 1952 e due edizioni dei Campionati europei (1951, 1953).